# Луганськгаз
АТ «Луганськга́з» — оператор газорозподільної системи зі штаб-квартирою в місті Сєвєродонецьк Луганської області, яке займається транспортуванням і розподіленням газу на підконтрольній частині Луганської області.

## Історія
В 1960 році з метою поліпшення проведення робіт із газифікації та впорядкування побудованих газових мереж виконком обласної Ради депутатів трудящих своїм рішенням № 684 від 7 грудня 1960 року організував при виконкомі обласної Ради депутатів трудящих обласне управління газовими підприємствами і газовими мережами Луганській області «Облпромбитгаз».
12 червня 1964 наказом № 74 по Луганському обласному відділу комунального господарства обласне управління «Облпромбитгаз передане в підпорядкування Луганському обласному відділу комунального господарства. 16 березня 1965 наказом № 30 по Луганському обласному відділу комунального господарства Луганське обласне управління газовими підприємствами і газовими мережами «Облпромбитгаз» перейменоване в Луганський обласний виробничо-експлуатаційний трест промислової та побутової газифікації «Облпромбитгаз» з підпорядкуванням обласному відділу комунального господарства.
В 1970 році м. Луганськ перейменоване в м. Ворошиловград і відтоді трест «Облпромбитгаз» іменувався як Ворошиловградський обласний виробничо-експлуатаційний трест промислової та побутової газифікації «Облпромбитгаз» обласного відділу комунального господарства Ворошиловградського облвиконкому.
У вересні 1975 року на базі виробничо-експлуатаційної контори скрапленого газу м. Луганська та тресту «Облпромбитгаз» створене виробниче об'єднання «Ворошиловградгаз» (відповідно до Постанови Ради Міністрів УРСР від 22.08.1975 р. № 400), яке 1992 року перетворене в ДП «Луганськгаз».
Корпоратизація ДП «Луганськгаз» проведена відповідно до наказу Міністерства економіки України від 27.08.1993 р. № 54 на виконання Указу Президента України від 15.06.1993 р. № 210 «Про корпоратизацію підприємств».
У грудні 1993 — січні 1994 комісією з корпоратизації ДП «Луганськгаз» проведена певна робота і відповідно до наказу Державного комітету України з нафти і газу від 11.03.1994 р. № 91 ухвалене рішення про створення на базі ДП «Луганськгаз» Відкритого акціонерного товариства з газопостачання та газифікації «Луганськгаз», затверджений Статут акціонерного товариства «Луганськгаз», акт оцінки вартості цілісного майнового комплексу та структура суспільства.
У 2010 році, відповідно до рішення Загальних зборів акціонерів (Протокол № 15 від 16.07.2010 р.), з метою приведення діяльності Товариства у відповідність до Закону України «Про акціонерні товариства», Відкрите акціонерне товариство з газопостачання та газифікації «Луганськгаз» перейменовано в Публічне акціонерне товариство з газопостачання та газифікації «Луганськгаз». 23 липня 2010 року ПАТ «Луганськгаз» отримало Свідоцтво про державну реєстрацію юридичної особи (серія А01 № 611935), видане виконавчим комітетом Луганської міської ради.

## Структурні підрозділи
- Марківський МРУЕГГ;
- Сєвєродонецький МРУЕГГ;
- Старобільський МРУЕГГ;
- Лисичанський МРУЕГГ;
- Новопсковський МРУЕГГ.[4]